# 2 mai 1975
Le vendredi 2 mai 1975 est le 122e jour de l'année 1975.

## Naissances
- Ahmed Hassan, joueur de football égyptien
- Christophe Kempé, handballeur français
- David Beckham, joueur de football anglais
- Dorothy Metcalf-Lindenburger, astronaute américaine
- Eva Pölzl, journaliste autrichienne
- Eva Santolaria, actrice espagnole
- Geert-Jan Derksen, rameur néerlandais
- Jean-Philippe Collard-Neven, compositeur et pianiste belge
- Khalid Sinouh, footballeur marocain
- Marco Kutscher, cavalier allemand de saut d'obstacles
- Nathalie de Sayn-Wittgenstein-Berlebourg, princesse danoise
- Pablo Fernando Hernández, footballeur uruguayen
- Pia Sundstedt, cycliste suédoise
- Ramon di Clemente, rameur d'aviron sud-africain
- Sébastien Latour, auteur de bande dessinée français
- Tilman Rammstedt, écrivain allemand

## Décès
- Pierre Loison (né le 25 mars 1902), personnalité politique française